# Pallone d'oro 1960
L’edizione 1960 del Pallone d'oro, 5ª edizione del premio calcistico istituito dalla rivista francese France Football, fu vinta dallo spagnolo Luis Suárez (Barcellona).
I giurati che votarono furono 19, provenienti da Austria, Belgio, Bulgaria, Cecoslovacchia, Francia, Germania Ovest, Grecia, Inghilterra, Italia, Jugoslavia, Paesi Bassi, Polonia, Portogallo, Spagna, Svezia, Svizzera, Turchia, Ungheria e Unione Sovietica.